# Cool Dog - Rin Tin Tin a New York
Cool Dog - Rin Tin Tin a New York è un film del 2010 diretto da Danny Lerner.
Il film è stato pubblicato negli Stati Uniti direttamente in DVD il 4 gennaio 2011.

## Trama
Una famiglia che vive nella Louisiana composta da un padre di nome Dean, una madre di nome Laura e un figlio di nome Jimmy deve lasciare il proprio pastore tedesco di nome Rainy da un allevatore per andare a New York City ma Jimmy non è affatto d'accordo. Appena arrivati a new york la famiglia viene accolta da due figuri di cattivo augurio, i Leager, che iniziano a trattare la famiglia piuttosto estremamente. Muriel, la signora leager, comincia a dare poi la caccia a jimmy e a rainy ferendoli.